# Shu-Aib Walters
Shu-Aib Walters (Città del Capo, 26 dicembre 1981) è un ex calciatore sudafricano, di ruolo portiere.

## Carriera
Nel 2009 si trasferisce in prestito al Durban City, militante in  Premier Division.
Al termine della stagione viene riscattato dal club.
Nell'agosto 2018 si trasferisce ai Cape Town Spurs.